# Grom
Grom é o segundo álbum de estúdio da banda polonesa de black metal Behemoth, lançado em 1996 pela Pagan Records.

## Faixas
1. "Intro" – 1:36
2. "The Dark Forest (Cast Me Your Spell)" – 7:06
3. "Spellcraft and Heathendom" – 4:50
4. "Dragon's Lair (Cosmic Flames and Four Barbaric Seasons)" – 5:56
5. "Lasy Pomorza" – 6:26
6. "Rising Proudly Towards the Sky" – 6:53
7. "Thou Shalt Forever Win" – 6:37
8. "Grom" – 5:28

## Membros
- Nergal - Guitarra, Vocal, Acústicos
- Baal Ravenlock - Bateria, Vocais
- Les - Baixo